# Eutelia occidentalis
Eutelia occidentalis är en fjärilsart som beskrevs av Pierre E.L. Viette 1958. Eutelia occidentalis ingår i släktet Eutelia och familjen nattflyn. Inga underarter finns listade i Catalogue of Life.